# Tief Zacharias
Das Tief Zacharias (international: Petar) führte im August 2023 zu starken Stürmen und Niederschlägen in Europa, die mit Überschwemmungen und Erdrutschen einhergingen.
Besonders betroffen waren in Slowenien Primorska, Oberkrain, Slovenska Koroška und die Adriaküste sowie in Österreich Kärnten und die Steiermark.
Starkregen und darauf folgende Überschwemmungen verursachten große Sach- und Personenschäden.

## Entstehung
Das Unwetter wurde von einem Tiefdruckgebiet (Tief Zacharias) verursacht, das am 6. August  in Polen eingetroffen war und von dort nordwestwärts zog. Es bezog seine Energie während der Entstehung über dem Mittelmeer, das im Sommer 2023 eine ungewöhnlich hohe Oberflächentemperatur von fast 30 °C mit entsprechend ausgeprägter Wasserverdunstung hatte.
Dazu kam, dass das Tief die Zugbahn Vb nahm, welche bei Genua startet und über die Adria und in nordöstlicher Richtung zu den Alpen führt. So kam es im Zusammenhang mit dem Tief zu Starkregen von örtlich mehr als 250 mm innerhalb zweier Tage. Als Beispiel sei die Station Loibl mit 266 mm genannt. Am Loiblpass waren zwischen dem 3. und 5. August 275 mm Regen gemessen worden. Die Stationen Ferlach und Bad Eisenkappel meldeten einen Rekord für eine 48-stündige Regenmenge.
Das ehemalige Italientief entwickelte, mit viel Feuchtigkeit und Energie des außergewöhnlich warmen Mittelmeers zum Sturmtief und kam bereits am Montag, dem 7. August 2023, über der Ostsee in Deutschland an. Auf der Rückseite wurde Luft aus der Arktis nach Deutschland gebracht und so entstand durch den Zusammenschluss von zwei Tiefdruckgebieten ein neues. Es wurden an der Nord- und Ostseeküste teils schwere Sturmböen von über 100 km/h gemeldet. Michael Knobelsdorf vom Deutschen Wetterdienst sagte, dass es extrem ungewöhnlich ist, dass zu dieser Jahreszeit im August 2023 zu einem Sturmtief Zacharias kam.

## Überblick

### Slowenien
Es handelte sich um die schlimmste Naturkatastrophe in der Geschichte des unabhängigen Slowenien.
In der zweiten Julihälfte hatte es in Slowenien bereits ergiebige Regenfälle gegeben, sodass der Regen in der Nacht zum Freitag, dem 4. August, zu übertretenden Flüssen führte. Die Umweltagentur gab daraufhin eine Warnung auf höchstem Level für Nordost-, Nordwest- und Zentralslowenien aus.
Im Staat wurde der nationale Hochwasserschutz- und Rettungsplan aktiviert. In Slowenien wurden viele Personen evakuiert, unter anderem in Črna na Koroškem und in der Ortschaft Koroška Bela (Gemeinde Jesenice), beide am Fluss Mieß. In Celje an der Savinja wurden 4.000 Anrainer evakuiert, Elektrizität und Gas für das Stadtgebiet abgeschaltet und alle Haushalte dazu angehalten, das Leitungswasser vor dem Trinken abzukochen.
Die Autobahnen A1 und A2 wurden am 4. August in mehreren Abschnitten für den Verkehr gesperrt. Ebenso konnten auf den Eisenbahnstrecken Kranj–Jesenice, Ruše–Bleiburg, im Bohinj-Tunnel und bei Velenje keine Züge verkehren. So stand zwischen den beiden größten Städten des Staates – Ljubljana und Maribor – keine Verkehrsverbindung mehr zur Verfügung.
Bei den Unwettern starben mindestens sechs Menschen, drei Brücken stürzten ein. Bei der Ortschaft Dolnja Bistrica (Gemeinde Črenšovci) wurde ein Hochwasserschutzdamm des Flusses Mur beschädigt. Zehn Ortschaften waren von dem Dammbruch betroffen.
Der Ministerpräsident von Slowenien, Robert Golob, erklärte, seit der Unabhängigkeit Sloweniens habe es keine Katastrophe gegeben, die größere Schäden hervorgerufen habe: Zwei Drittel des Staates seien vom Hochwasser betroffen. Am 6. August ersuchte Slowenien die EU und NATO um Hilfe und bat um technische Hilfsgüter zur Beseitigung der Schäden wie Brücken, Bagger sowie Spezialfahrzeuge zur Regulierung der Wasserläufe.
Die Schäden in Slowenien wurden mit Stand 8. August auf mehrere Milliarden Euro geschätzt.
Primož Banovec von der Universität Ljubljana kritisierte, dass seit der Unabhängigkeit des Staates die Wasserinfrastruktur vernachlässigt worden sei. Mit nur 150 Angestellten sei die Wasserbehörde nicht in der Lage, ihre Aufgaben in vollem Umfang zu erfüllen und Überschwemmungen vorzubeugen.

### Österreich

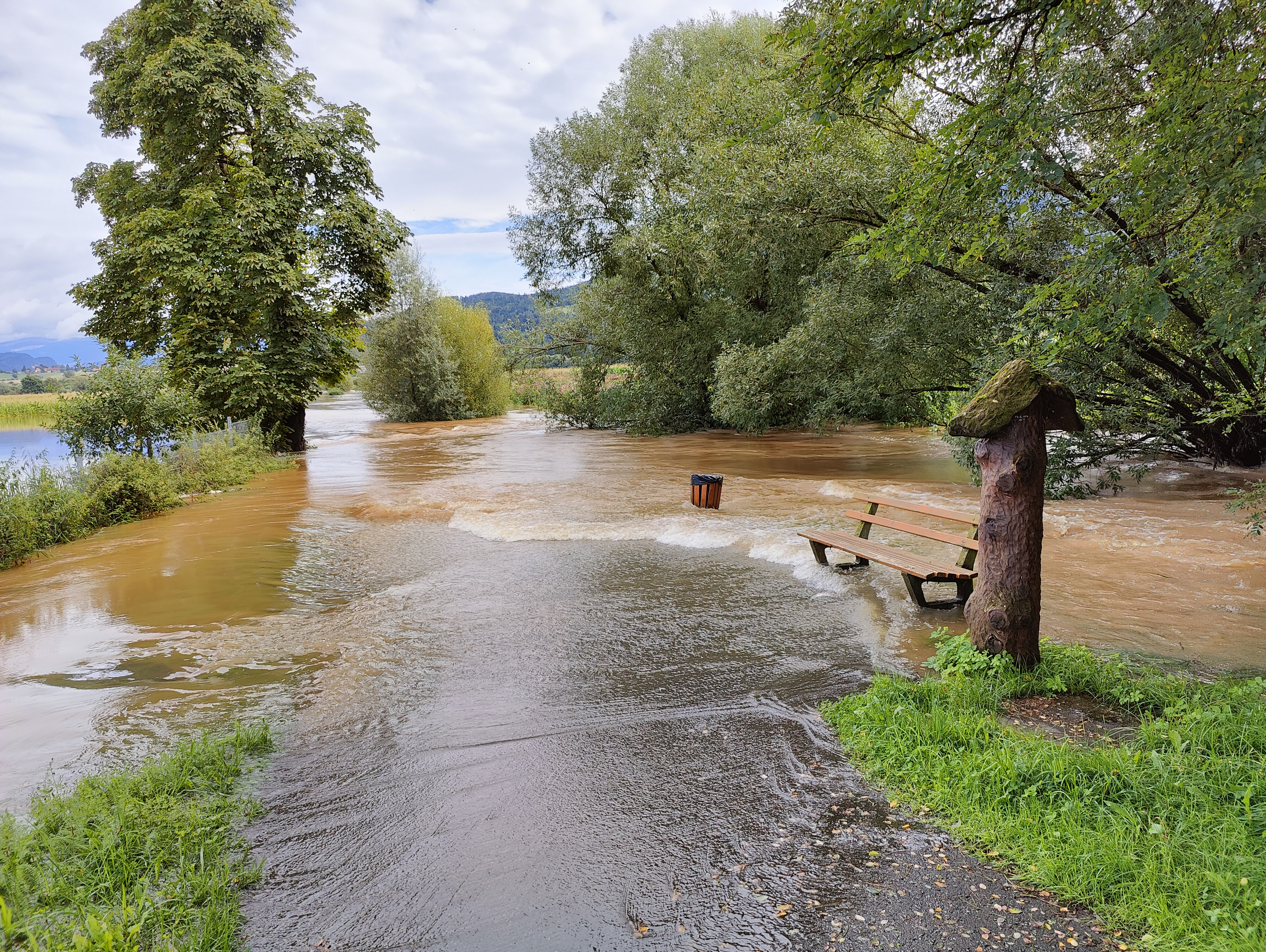
Überschwemmter Glanradweg, Gemeinde Sankt Veit an der Glan

Am Freitag, den 4. August führten starke Niederschläge in Kärnten bereits zu den ersten Murenabgängen und Überflutungen, sodass in den drei steirischen Bezirken Deutschlandsberg, Leibnitz und Südoststeiermark eine erste Zivilschutzwarnung erlassen wurde. Auch in den Gemeinden St. Georgen im Lavanttal und Bad Eisenkappel wurde eine Warnung erlassen, während in St. Paul im Lavanttal und Loibach schon ein Zivilschutzalarm ausgesprochen wurde.
Allein am Samstag, dem 5. August, waren je 2500 Einsatzkräfte eingesetzt. In Lavamünd kam es zu Rutschungen. In Kärnten verlagerte sich der Einsatzschwerpunkt auf die Stadt Klagenfurt, wo zwar viele Keller überflutet wurden, aber ein Abpumpen wegen des sofort nachströmenden Grundwassers nicht möglich war. Da von den Treimischer Teichen wegen der Gefahr einer Überflutung Wasser abgelassen wurde, musste auch in der Kärntner Hauptstadt Zivilschutzalarm ausgelöst werden.
Während am Sonntag, 6. August, die Niederschläge in den Hochwassergebieten nachließen, stieg die Anzahl von Murenabgängen. Deswegen mussten zahlreiche Personen aus den gefährdeten Lagen evakuiert werden. Außerdem wurde damit begonnen, gefährdete Hänge durch Abpumpen des eingedrungenen Wassers zu stabilisieren. Am 6. August starb in Kärnten ein vom überschwemmten Glanradweg in die Glan gestürzter Mann.
Noch am Sonntag, dem 6. August, rief der ORF mit den Hilfsorganisationen die Spendenaktion Österreich hilft Österreich ins Leben, wo hauptsächlich um Geldspenden gebeten wurde. Auch der Innenminister sagte Hilfe aus dem Katastrophenfonds zu. Dringend abgeraten wurde vom sogenannten Katastrophentourismus, der große Gefahren berge. Auch auf das Einhalten von Anordnungen in den Gebieten, in denen Zivilschutzwarnungen ausgegeben worden waren, wurde hingewiesen. Am 6. August wurden in der Steiermark die beiden Bezirke Südoststeiermark und Leibitz zu Katastrophengebieten erklärt.
Am Montag, dem 7. August, galten die meisten Zivilschutzwarnungen in Kärnten und drei steirischen Bezirken weiterhin, in St. Veit an der Glan und Maria Saal wurden weitere Gebäude evakuiert. Die Trinkwasserversorgung war in zwei Ortschaften bedroht.

### Kroatien
Kroatien befürchtete am 5. August 2023 nach dem Unwetter in Slowenien Überflutungen durch die aus Slowenien kommenden Flüsse Save, Drau und Mur. Zivilschützer und Freiwillige errichteten Dämme aus Sandsäcken. Am Morgen des 8. August 2023 war die Lage am kritischsten. In Drnje an der Drau – unmittelbar an der Grenze zu Ungarn – drang das Hochwasser in Wohngebiete ein. 33 Bewohner einer Roma-Siedlung wurden evakuiert und vorläufig in einer Sporthalle untergebracht.

### Deutschland
Durch den Zusammenschluss zweier Tiefs kam es am 7. August 2023 in Norddeutschland zu schweren Sturmböen. Größere Schäden wurden aber nicht gemeldet. In Hamburg-Iserbrook stürzte eine 20 Meter hohe Linde auf ein Reihenhaus und beschädigte Wand und Dach. Im Hamburger Stadtteil Barmbek-Süd drohte ein 15 Meter hoher Baum auf ein Café zu fallen. Der Baum konnte von Höhenrettern und einem Kran gesichert werden. Bis zum Nachmittag gingen bei der Feuerwehr 34 wetterbedingte Einsätze ein. Wegen der starken Sturmböen änderten die Reedereien ihre Fahrpläne zu den Inseln und Halligen in Nordfriesland. Wegen einer Sturmflut wurde der Altonaer Fischmarkt überspült. Auch der Bahnverkehr in Schleswig-Holstein wurde eingeschränkt. Am Montag hat der Sturm in Mecklenburg-Vorpommern kaum Schäden hinterlassen. Zwischen der Mecklenburgischen Seenplatte und der Ostsee stürzten seit Montagabend zwar vereinzelt Bäume um, wurden aber von der Feuerwehr schnell beseitigt. Ein umgestürzter Baum blockierte in Wismar die Landesstraße 102 und eine Bahnstrecke.

## Internationale Hilfe
Den Regierungen Österreichs und Sloweniens wurde von staatlichen und privaten Hilfsorganisationen aus aller Welt Katastrophenhilfe angeboten. Zuvor hatte Slowenien um Hilfe aus dem Ausland gebeten. Bereits am 7. August 2023 nahmen erste Helfer des deutschen Technischen Hilfswerks (THW) in der slowenischen Katastrophenregion ihre Arbeit auf. Kroatien unterstützte Slowenien mit Armeehubschraubern, um den gebrochenen Damm abzudichten. Österreich und Ungarn entsandten Soldaten und Bergungsgerät. Helfer äußerten, die Situation vor Ort erinnere an die Katastrophe im Ahrtal im Jahr 2021.
Die Europäische Union gab am 9. August bekannt, Slowenien aus dem Solidaritätsfonds 400 Millionen Euro zur Verfügung zu stellen, um die unmittelbaren Schäden beheben zu können. Am selben Tag besuchten die Präsidentin der Europäischen Kommission, Ursula von der Leyen, und der EU-Kommissar Janez Lenarčič das betroffene Gebiet, um ihre Solidarität und Unterstützung für Slowenien auszudrücken und zu diskutieren, wie die EU die Fluthilfemaßnahmen unterstützen kann.